# Antonino Faà di Bruno (vescovo)
Antonino Faà, marchese di Bruno e Fontanile, principe della Chiesa di Asti (Alessandria, 10 novembre 1762 – Asti, 10 novembre 1829), è stato un vescovo cattolico italiano.
È stato vescovo di Asti tra il 1818 ed il 1829.

## Biografia
Nato da una nobile famiglia dell'alessandrino, nel 1570, Giovanni Matteo Faà, Signore di Fontanile, acquistò dalla famiglia Scarampi una parte del loro feudo nel Monferrato diventando poi nel 1580 signore di Bruno con il titolo di marchese.
Compì gli studi nel seminario di Alessandria dove venne ordinato sacerdote.
Si laureò in teologia e diritto canonico civile a Torino e venne mandato per il suo primo incarico come coadiutore del parroco di Bruno, feudo paterno.
Dal 1789 compì gli studi di perfezionamento presso la Regia Congregazione della Madonna di Superga e dopo cinque anni tornò a Bruno per motivi di salute.
Nel 1795 venne nominato abate perpetuo della prevostura e insigne collegiata di Desana, nei pressi di Vercelli.
Dopo 22 anni, all'età di 55 anni ricevette la nomina a vescovo di Asti.
Giungendo ad Asti trovò la diocesi governata dal canonico Dani, assertore dell'assolutismo regio, affiancato dal capitolo della Cattedrale.
Egli assunse l'incarico in modo retto e responsabile, collaborando con tutte le figure politiche ed ecclesiastiche della città; non a caso Pio VII che ebbe modo di incontrarlo, lo paragonò a Carlo Borromeo.
Il suo episcopato fu comunque molto travagliato a causa del contrasto tra il clima di restaurazione che si respirava in tutto il regno ed i primi ideali risorgimentali.
Morì nel 1829 il giorno del suo sessantasettesimo compleanno e fu sepolto nella tomba del convento dei padri serviti attiguo alla chiesa di Santa Caterina ad Asti; le spoglie furono poi traslate nel 1850 all'interno della chiesa dietro all'altare maggiore.

## Genealogia episcopale
La genealogia episcopale è:
- Cardinale Scipione Rebiba
- Cardinale Giulio Antonio Santori
- Cardinale Girolamo Bernerio, O.P.
- Arcivescovo Galeazzo Sanvitale
- Cardinale Ludovico Ludovisi
- Cardinale Luigi Caetani
- Cardinale Ulderico Carpegna
- Cardinale Paluzzo Paluzzi Altieri degli Albertoni
- Papa Benedetto XIII
- Papa Benedetto XIV
- Papa Clemente XIII
- Cardinale Marcantonio Colonna
- Cardinale Giacinto Sigismondo Gerdil, B.
- Cardinale Giulio Maria della Somaglia
- Vescovo Antonino Faà di Bruno